# 東梅坪町
東梅坪町（ひがしうめつぼちょう）は、愛知県豊田市の地名。

## 地理

### 河川
- 篭川

## 歴史

### 人口の変遷
国勢調査による人口および世帯数の推移。
| 1995年（平成7年）  | 788世帯 1967人  |  |
| 2000年（平成12年） | 834世帯 1958人  |  |
| 2005年（平成17年） | 1072世帯 2391人 |  |
| 2010年（平成22年） | 1104世帯 2555人 |  |
| 2015年（平成27年） | 1143世帯 2504人 |  |
| 2020年（令和2年）  | 1268世帯 2550人 |  |

### 沿革
- 1959年（昭和34年） - 挙母市梅坪の一部により、豊田市東梅坪町が成立[1]。
- 1961年（昭和36年） - 日本発条豊田工場建設される[1]。
- 1979年（昭和54年） - 名鉄豊田線が開通する[1]。

## 交通
- 愛知環状鉄道愛環梅坪駅
- 名鉄豊田線
- 名鉄三河線
- 国道153号

## 施設
- 日本発条豊田工場

### WEB
1. ↑  “愛知県豊田市の町丁・字一覧”.   人口統計ラボ. 2024年2月26日閲覧。
2. 1 2  総務省統計局 (2022年2月10日). “令和2年国勢調査の調査結果(e-Stat) - 男女別人口，外国人人口及び世帯数－町丁・字等” (CSV). 2023年8月2日閲覧。
3. ↑  “読み仮名データの促音・拗音を小書きで表記するもの(zip形式) 愛知県” (zip).   日本郵便 (2024年2月29日). 2024年3月26日閲覧。
4. ↑  “市外局番の一覧” (PDF).   総務省 (2022年3月1日). 2022年3月22日閲覧。
5. ↑  “ナンバープレートについて”.   一般社団法人愛知県自動車会議所. 2024年1月21日閲覧。
6. ↑  総務省統計局 (2014年3月28日). “平成7年国勢調査の調査結果(e-Stat) - 男女別人口及び世帯数 －町丁・字等” (CSV). 2021年7月20日閲覧。
7. ↑  総務省統計局 (2014年5月30日). “平成12年国勢調査の調査結果(e-Stat) - 男女別人口及び世帯数 －町丁・字等” (CSV). 2021年7月20日閲覧。
8. ↑  総務省統計局 (2014年6月27日). “平成17年国勢調査の調査結果(e-Stat) - 男女別人口及び世帯数 －町丁・字等” (CSV). 2021年7月21日閲覧。
9. ↑  総務省統計局 (2012年1月20日). “平成22年国勢調査の調査結果(e-Stat) - 男女別人口及び世帯数 －町丁・字等” (CSV). 2021年7月21日閲覧。
10. ↑  総務省統計局 (2017年1月27日). “平成27年国勢調査の調査結果(e-Stat) - 男女別人口及び世帯数 －町丁・字等” (CSV). 2021年7月21日閲覧。

### 書籍
1. 1 2 3  「角川日本地名大辞典」編纂委員会 1989, p. 1105.